# 62 (tal)
62 (toogtres, på checks også sekstito) er det naturlige tal som kommer efter 61 og efterfølges af 63.

## Inden for videnskab
- 62 Erato, asteroide
- M62, kuglehob i Slangeholderen, Messiers katalog

## Eksterne links
- Wikimedia Commons har flere filer relateret til 62 (tal)